# Tim Schrijver
Tim Schrijver, född 7 februari 1992, är en kanadensisk roddare.
Schrijver tävlade för Kanada vid olympiska sommarspelen 2016 i Rio de Janeiro. Tillsammans med Will Crothers, Kai Langerfeld och Conlin McCabe slutade han på 6:e plats i fyra utan styrman.